# Орловка (Івнянський район)
Орловка (рос. Орловка) — село в Івнянському районі Бєлгородської області Російської Федерації.
Населення становить 258  осіб. Входить до складу муніципального утворення Сафоновське сільське поселення.

## Історія
Населений пункт розташований у східній частині української суцільної етнічної території — східній Слобожанщині.
Згідно із законом від 20 грудня 2004 року № 159 від 20 грудня 2004 року органом місцевого самоврядування було Сафоновське сільське поселення.

## Населення
| 2002 | 2010 |
| ---- | ---- |
| 302  | ↘258 |